# Orientació acadèmica
L'orientació acadèmica i professional és un procés que es desenvolupa durant tota l'educació secundària amb especial atenció en els moments en què l'alumnat ha d'escollir matèries optatives i en aquells moments en els quals l'elecció entre diferents opcions pot condicionar en gran manera el futur acadèmic i professional dels estudiants.A Catalunya les activitats d'orientació s'emmarquen dins el Pla d'Acció Tutorial. I cada centre ha de concretar els objectius i activitats que es duen a terme amb relació a l'orientació acadèmica i professional dels alumnes.